# 日米協会
一般社団法人日米協会（にちべいきょうかい、英語: The America-Japan Society, Inc.）は、日本国とアメリカ合衆国の国際交流団体である。
大正6年（1917年）設立。戦前から続く日本で最も歴史ある日米交流団体である。本部は東京都港区赤坂。

## 沿革
- 大正6年（1917年） - 設立、初代会長金子堅太郎。華族会館にて第一回日米協会総会開催。
- 大正12年（1923年） - 関東大震災発生に際しアメリカから贈られた義援金・救援物資等の受け入れ窓口として対応。また、ジャパン・ソサエティーより10万ドルの寄付金を受ける。

- 昭和9年（1934年） - 日米和親条約締結80周年、社団法人化。
- 昭和19年（1944年） - 太平洋戦争の影響により活動停止。
- 昭和23年（1948年） - 活動再開。
- 平成29年（2017年） - 日米協会創立100周年、レセプションに天皇・皇后（当時）が臨席。

## 役員

### 会長
| 代     | 氏名       | 在任期間        | 主な肩書                       | 備考（米国関連）                       |
| ------ | ---------- | --------------- | ------------------------------ | -------------------------------------- |
| 初代   | 金子堅太郎 | 1917年 - 1924年 | 子爵、法相、農商相、枢密顧問官 | ハーバード大学出身                     |
| 第二代 | 徳川家達   | 1924年 - 1940年 | 公爵、貴族院議長               | ワシントン軍縮会議全権大使             |
| 第三代 | 樺山愛輔   | 1941年 - 1950年 | 伯爵、貴族院議員               | ウェズリアン大学、アマースト大学出身   |
| 第四代 | 小松隆     | 1950年 - 1960年 | 日本鋼管副社長                 | マンモス・カレッジ、ハーバード大学出身 |
| 第五代 | 吉田茂     | 1960年 - 1967年 | 内閣総理大臣                   | サンフランシスコ条約、日米安保条約締結 |
| 第六代 | 岸信介     | 1968年 - 1984年 | 内閣総理大臣                   | 日米安保条約改定                       |
| 第七代 | 福田赳夫   | 1984年 - 1995年 | 内閣総理大臣                   |                                        |
| 第八代 | 大河原良雄 | 1995年 - 2013年 | 駐米大使                       |                                        |
| 第九代 | 藤﨑一郎   | 2013年 -        | 駐米大使                       |                                        |

### 執行委員
歴任
- 新渡戸稲造
- 團琢磨
- 井上準之助

### 名誉会長
歴任
- ローランド・モリス

### 名誉副会長
歴任
- 徳川家達
- 渋沢栄一
- 高橋是清
- 高峰譲吉